# Andy Christell
Anders Erik Roland Christell, mer känd som Andy Christell, även som AC Christell och Ankan Christell, född 14 juni 1964, är en svensk musiker, mest känd som basist i Electric Boys och Hanoi Rocks.

## Biografi

### Road Rats & Rolene
Andy Christell började sin musikerbana tillsammans med vapendragaren Conny Blomqvist (som senare bytte namn till Bloom) och före detta Hanoi Rocks-trummisen Gyp Casino i bandet Road Rats 1984. Road Rats var en punk/glam-uppsättning med ett energiskt liveframträdande. På grund av Gyp Casinos cementerade popularitet i Finland, var gruppen mycket populärare på andra sidan Östersjön och spelade ofta som förband åt Hanoi Rocks. De skrev på och spelade in en hel skiva för det finska skivbolaget Johanna, men splittrades 1985 innan den hann ges ut. Christell hade lämnat bandet redan innan julen 1984. 
Nästa projekt blev Rolene, igen tillsammans med Blomqvist och Casino (som nu spelade gitarr). Till bandet hörde också trummisen Anders Bentell. Rolene gjorde ett lite större namn om sig i Sverige än Roadrats och spelade 1986 in LP:n Rollin' With Rolene, som dock inte sålde speciellt bra. Bandet upplöstes samma år.

### Electric Boys
1987 tog Christell igen upp samarbetet med Bloom och grundade funk-hårdrockduon Electric Boys. De fick en hit i Sverige med singeln All Lips N' Hips och snart anslöt sig gitarristen Franco Santunione och trummisen Niclas Sigevall till duon. De spelade mellan 1989 och 1994 in tre skivor med hjälp av legendproducenten och låtskrivaren Bob Rock. De fick en internationell hit med en nyisnpelad version av All Lips N' Hips. De två senare albumen lyckades inte följa upp den enorma succén och 1994 splittrades gruppen

### Projekt & Hanoi Rocks
Samarbetet mellan Christell och Bloom fortsatte ändå 1995, då de båda igen sammanstrålade med Gyp Casino, den här gången som Live Ammo tillsammans med Hanoi Rocks-gitarristen Andy McCoy. Gruppen gjorde två turnéer i Finland, men splittrades 1996. Två år senare var det igen dags för trion Casino-Bloom-Christell att sätta igång ett projekt, den här gången tillsammans med gitarristen Dregen från Hellacopters och Backyard Babies. Gruppen bar det otympliga namnet The Royal Disharmonic Orchestra och gav ut en EP. Året därpå hjälpte han Conny Bloom att spela in sin första soloskiva Psychonaut och 2000 bar det av till det kortlivade Gyp Casino & His Honest Brats, varefter han under en kort tid var med i bandet Plaster. Under åren 2001-2002 klev han in i Malte X och spelade in plattan Jag minns inte men det var säkert jag.
Ett till band med Bloom, Groovies Inc, bildades också år 2003, men kom aldrig längre än till demostadiet. Efter det har Christell fungerat i Blooms soloband som 2003 gav ut liveskivan Been There, Done What? och spelade under en kort tid Space Age Baby Jane, men hann aldrig spela in nåt med dem. År 2004 blev Bloom värvad till Hanoi Rocks efter att gitarristen Costello Hautamäki sagt upp kontraktet. Strax efterår anslöt sig också Christell till truppen, som 2005 gav ut skivan Another Hostile Takeover. I dag har Christell spelat med bandet på över 100 konserter.

## Christells band
- Roadrats
- Rolene
- Electric Boys
- Live Ammo
- The Royal Disharmonic Orchestra
- Conny Bloom Band
- Gyp Casino & His Honest Brats
- Plaster
- Malte X
- Space Age Baby Jane
- Groovies Inc
- Hanoi Rocks

## Diskografi
Album
- Rollin' With Rolene (Rolene, 1986)
- Funk-o-Metal Carpet Ride (Electric Boys), 1989), nyinspelning 1990)
- Groovus Maximus (Electric Boys, 1992)
- Freewheelin' (Electric Boys, 1994)
- Psychonaut (Conny Bloom, 1999)
- Jag minns inte men det var säkert jag (Malte X, 2002)
- Been There, Done What? (Conny Bloom, 2003)
- Another Hostile Takeover (Hanoi Rocks), 2005)
- Street Poetry (Hanoi Rocks), 2007)
- And Them Boys Done Swang (Electric Boys, 2011)